# 세포질내 정자 직접 주입술

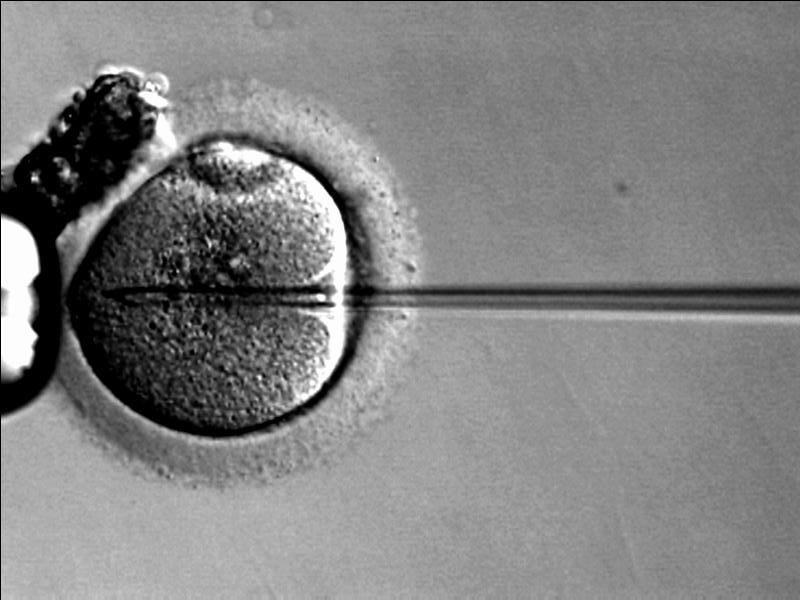

세포질 내 정자 직접 주입술(細胞質內精子直接注入術, 영어: intracytoplasmic sperm injection, ICSI)은 과거에 해결할 수 없었던 중증의 남성불임으로 수정 실패 또는 수정률이 낮았던 경험이 있는 환자, 또는 항 정자 항체의 역가가 높아 정상적인 체외수정이 불가능한 경우에 시술하는 방법이다. 이는 일반적인 시험관아기시술 방법만으로는 치료가 불가능했던 불임을 극복한 시술방법이다. 또한 이 방법의 개발로 전반적인 임신율의 상승을 가져왔는데 미세수정을 이용한 시험관아기시술방법의 임신율은 남성불임의 경우 40%를 상회하는 성적을 나타내고 있다.

## 대상환자
① 정자의 기능적 이상이 심할 경우 – 운동성.수.형태가 비정상적일 때
② 수술적 교정이 불가능한 폐색성 무정자증환자 - 고환이나 부고환에서 정자를 얻은 경우
/ 비폐색성 무정자증환자 -고환에서 정자를 얻은 경우
③ 척추장애 등으로 인한 사정장애 환자
④ 이전 체외수정에서 수정이 실패했을 때
⑤ 미성숙난자의 체외성숙 후 수정시
⑥ 착상전 수정란의 유전적 진단 환자의 시험관아기 시술시

## 논란
- 염색체 이상의 빈도가 높아지는 문제가 있다.